# Rob van der Meer
Rob van der Meer (Leidschendam, 18 februari 1953) is een Nederlands voormalig profvoetballer die als aanvaller speelde. Hij kwam uit voor Sparta Rotterdam, Telstar en SC Cambuur. Hij begon zijn voetballoopbaan bij het Leidschendamse RKAVV, waar hij tevens na zijn professionele carrière zijn voetballeven afsloot.